# Jenny de Jong
Jenny de Jong (15 de octubre de 1990) es una deportista neerlandesa que compitió en remo. Ganó una medalla de plata en el Campeonato Europeo de Remo de 2015, en la prueba de ocho con timonel.

## Palmarés internacional
| Campeonato Europeo | Campeonato Europeo | Campeonato Europeo | Campeonato Europeo |
| Año                | Lugar              | Medalla            | Prueba             |
| ------------------ | ------------------ | ------------------ | ------------------ |
| 2015               | Poznań (Polonia)   | Medalla de plata   | Ocho con timonel   |